# مجموعه اسناد آرامی خلیلی

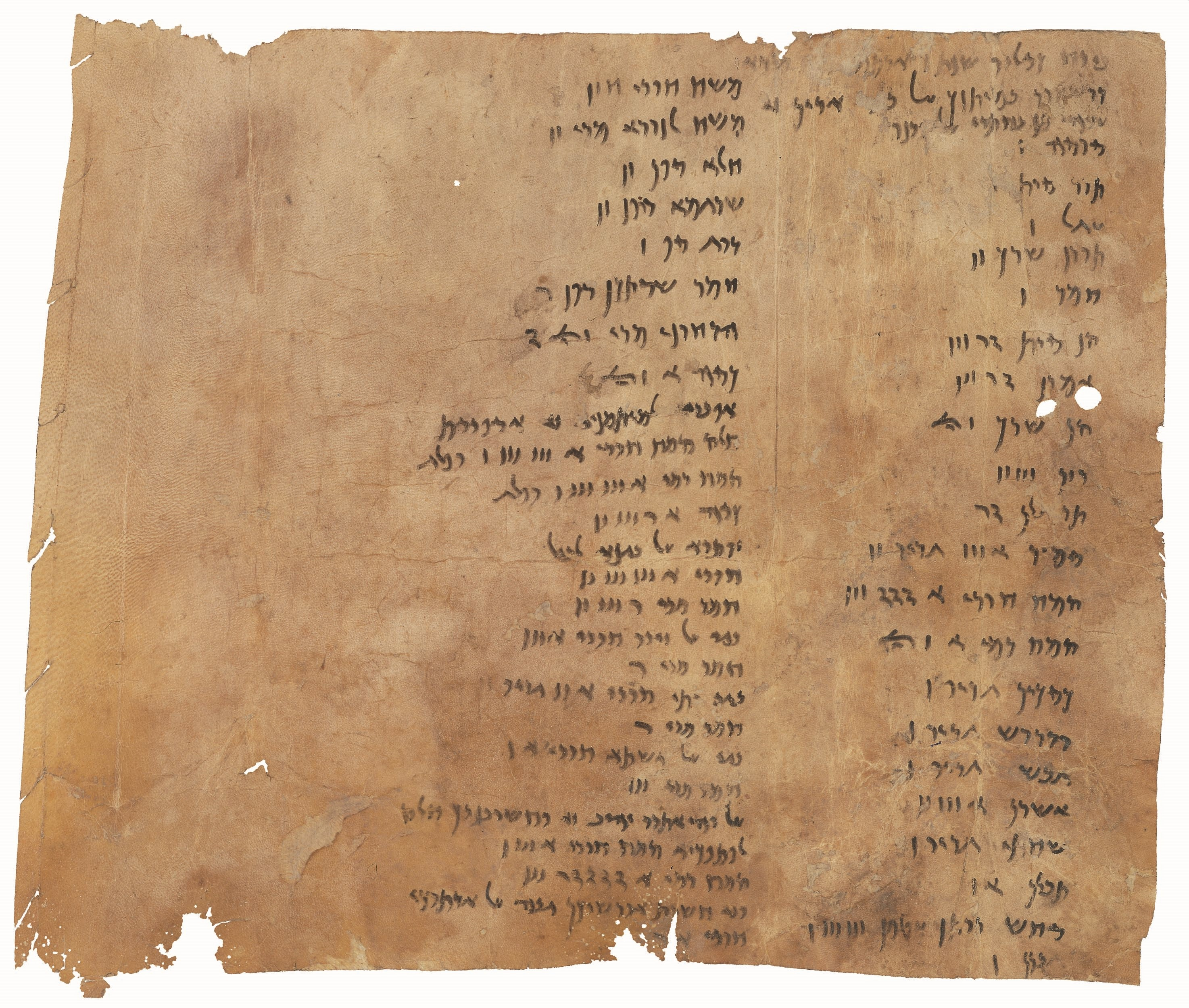
لیست لوازم Bessus 330 قبل از میلاد

مجموعه اسناد آرامی خلیلی (به انگلیسی: Khalili Collection of Aramaic Documents) مجموعه ای خصوصی از نامه‌ها و اسناد مربوط به منطقه باختریه یا بلخ در افغانستان کنونی است که توسط این دانشمند، کلکسیونر و نیکوکار انگلیسی-ایرانی ناصر داوود خلیلی جمع‌آوری شده‌است. این مجموعه یکی از هشت مجموعه ای است که توسط خلیلی جمع‌آوری، محافظت ، منتشر و به نمایش درآمد است، که هر یک از آنها مهمترین در حوزه خود به حساب می‌آیند. اسنادی که به زبان آرامی رسمی نوشته شده‌اند، احتمالاً از شهر تاریخی بلخ سرچشمه گرفته‌اند و همه آنها مربوط به سالهای ۳۵۳ قبل از میلاد تا ۳۲۴ قبل از میلاد در زمان پادشاهی اردشیر سوم و اردشیر چهارم هخامنشی است. جدیدترین این اسناد در اوایل سلطنت اسکندر کبیر در منطقه نوشته شده‌است، از اسکندر (املای Lksndr) در زبان آرامی از شکل اصلی یونانی Alexandros (املای Lksndrs) استفاده شده‌است. این مجموعه برای مطالعه زبان رسمی آرامی و زندگی روزمره در زمان امپراتوری هخامنشی قابل استفاده است.

## امپراتوری هخامنشی

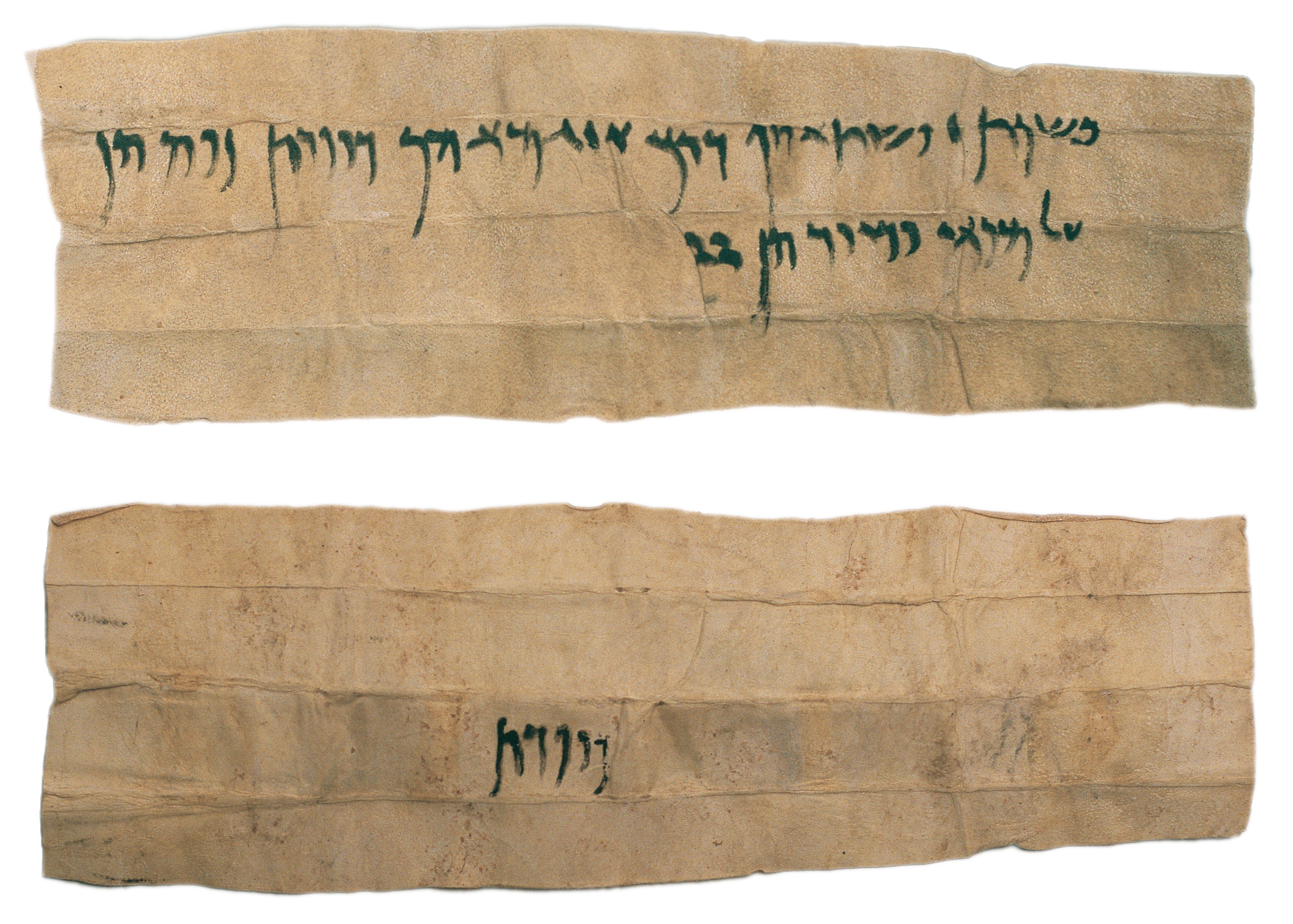
سندی مهر و موم شده، اعلان فروش ۴۰ گوسفند، سال پادشاهی نامشخص، احتمالاً اسکندر بزرگ، مربوط به ۳۳۰ قبل از میلاد

امپراتوری که در سال ۵۵۹ قبل از میلاد توسط کوروش بزرگ تأسیس شد، کل خاورمیانه را از هند تا آفریقا تحت پوشش قرار داد. این امپراتوری دارای یک سیستم پستی و یک سیستم نگهداری کتاب بر اساس تعداد کمی از زبانها، به‌طور عمده متون آرامی رسمی بود. گرچه این زبان گفتار مردم عادی در باختریه یا بلخ نبود. فرمانروایان محلی معروف به ساتراپ احکام سلطنتی را در استانهای خود به زبان آرامی اجرا می‌کردند. در کتاب استر اشاراتی به جزئیات اداری سلطنت هخامنشی شده‌است. اسناد خلیلی بینشی در مورد نحوه اداره این امپراتوری و سقوط نهایی آن توسط اسکندر در سال ۳۲۹ قبل از میلاد، با پرداختن به موضوعاتی مانند استحکامات شهر، مرخصی نظامی و تحویل غذا به دست می‌دهد.

## کلکسیون خلیلی
این اسناد و مجموعه یکی از هشت مجموعه گردآوری شده توسط ناصر خلیلی است که هر یک از این مجموعه‌ها از مهمترین‌ها در حوزه خود به حساب می‌آیند؛ که شامل بزرگترین مجموعه خصوصی هنرهای اسلامی جهان و مجموعه ای از هنرهای ژاپنی دوران میجی است که از نظر اندازه و کیفیت فقط با مجموعه خانواده شاهنشاهی ژاپن قابل مقایسه است و مجموعه منسوجات سوئدی خلیلی است. 

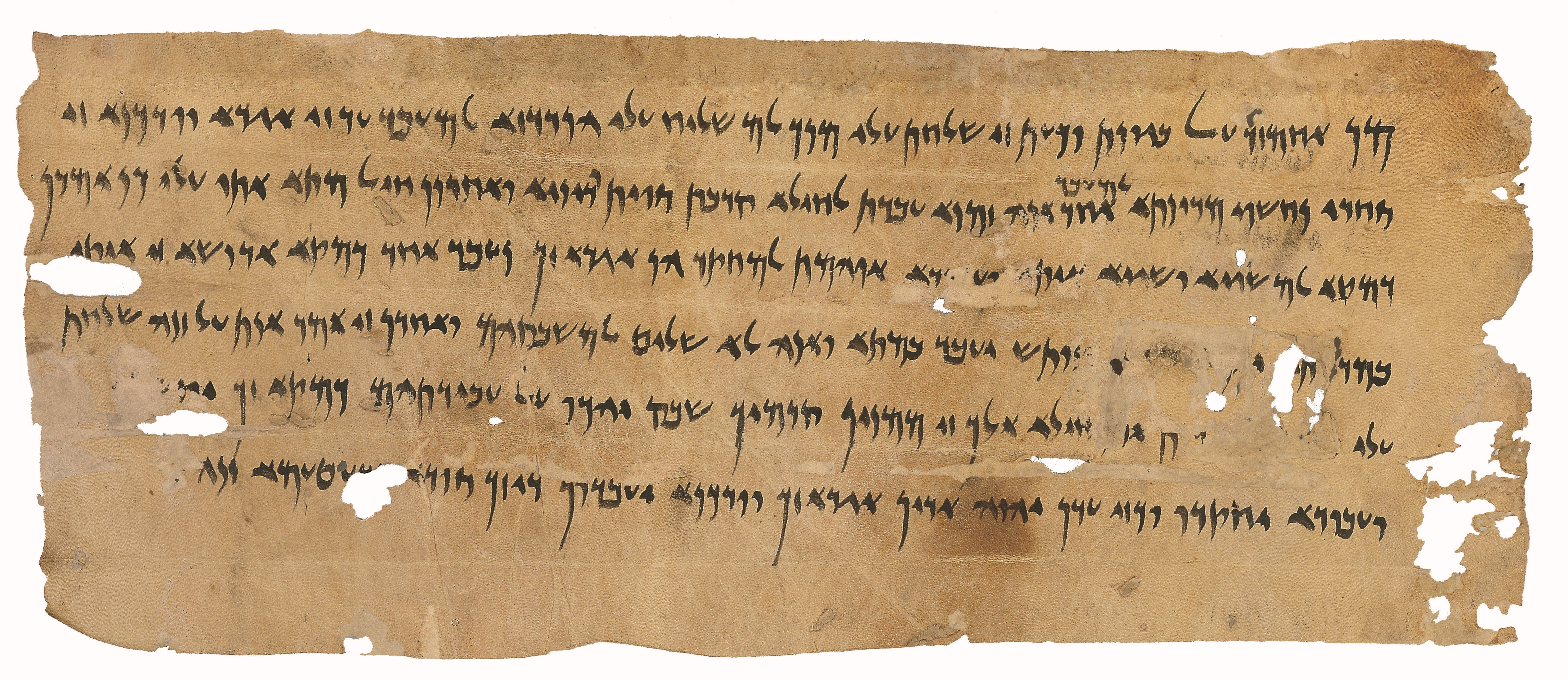
نامه ای از اخوامازدا به باگاوانت دربارهٔ استحکامات نیخشاپایا، ۳۴۸ یا ۳۴۷ قبل از میلاد

خلیلی نوشته‌است که انگیزه وی برای جمع‌آوری اسناد آرامی مربوط به دوره هخامنشی احساس ارتباط شخصی به عنوان یک یهودی ایرانی تبار با موضوع بوده‌است او گفته‌است یک ملکه در امپراتوری هخامنشی، استر، با منصرف کردن شوهرش خشایارشاه از کشتن مردم یهود، آنها را نجات داد. او تجربه خود را از کودکی در ایران، از شنیدن زبان آرامی، زبانی که موسی و عیسی به آن صحبت می‌کردند فراموش ناشدنی توصیف کرد.

## اسناد موجود در مجموعه
از سال ۱۹۹۳ تا ۲۰۰۲، بیش از صد سند بلخی در بازار پیشاور و جاهای دیگر کشف شد. این اسناد شامل سندهای اقتصادی، اسناد حقوقی، متون بودایی و نامه‌هایی روی چرم، پارچه یا چوب بودند. برخی از آنها در شرایط عالی کشف شدند و هنوز مهر و موم شده‌اند. بزرگترین مجموعه اینها توسط ناصر خلیلی خریداری شد. این مجموعه شامل ۴۸ سند مهم تاریخی به زبان آرامی رسمی است که عمدتاً شامل نامه‌ها و روایات مربوط به دادگاه ساتراپ باختریه است که پایتخت آن بلخ بود. شباهت بین این اسناد نشان می‌دهد که تقریباً همه آنها از یک بایگانی در بلخ یا در نزدیکی آن است. سی قطعه از این اسناد روی چرم نوشته شده‌است و هجده سند باقی مانده چوبی است که برای ثبت بدهی استفاده می‌شود است. قدمت آنها بین ۳۵۳ قبل از میلاد تا ۳۲۴ قبل از میلاد در زمان پادشاهی اردشیر سوم و تا حدی کمتر از آن، اردشیر چهارم است.
این نامه‌ها و حساب‌ها با هم اولین مکاتبات کشف شده بین دو ساتراپ باکتریا و سوگدیانا را تشکیل می‌دهند. این اسناد حاوی بسیاری از اشتباهات دستوری زبان آرامی است، که نشان می‌دهد کاتبان از کاربران روزمره این زبان نبوده‌اند بلکه برای استفاده رسمی از آن آموزش دیده‌اند. مجموعه خلیلی تنها یکی از دو مجموعه اسناد هخامنشی بر روی چرم است. دیگری اسناد ارشاما است که در Bableonia و اکنون در مجموعه کتابخانه Bodleian یا بادلین نگهداری می‌شود.

## اسناد روی چرم
- هجده نامه، عمدتاً مربوط به اواسط قرن ۴ قبل از میلاد و یک نامه از اوایل قرن ۵ است.[۶]
- هشت مورد از این نامه‌ها خطاب به یک فرماندار محلی به نام باگاوانت است، و به نظر می‌رسد از طرف ساتراپ اخوامزدا باشد. این نسخه‌ها احتمالاً نسخه‌های پیش نویس نامه‌هایی هستند که بعداً با دست کاتب کپی شدند، نسخه‌های پیش نویس در بایگانی فرستنده باقی می‌ماند. این نامه‌ها به زبان فارسی قدیم دیکته شده و توسط کاتبان حرفه ای به زبان آرامی نوشته شده‌است. این نامه‌ها شامل دستورهایی برای ساخت استحکامات در اطراف شهر مرزی نیخشاپایا (تصور می‌شود که قارشی امروزی باشد) است. محتوای نامه‌ها روابط دو مقام را روشن می‌کند، زیرا ساتراپ باگاوانت را به خاطر نافرمانی و گزارش شکایات دریافتی، عزل می‌گردد. نامه‌های دیگر دوستانه ترند و به نظر می‌رسد خطاب به مقاماتی با درجه مشابه ساتراپ باشد. این حروف شامل نام خدایانی است که در هیچ منبع شناخته شده دیگری ذکر نشده‌است.
- شش لیست از لوازم: یکی از فهرست‌ها احتیاجات مربوط به نیروهای تحت هدایت بسوس، که پس از کشتن داریوش سوم خود را پادشاه و کمتر از یک سال، سلطنت کرد دیده می‌شود.
- سند مهر و موم شده فروش ۴۰ گوسفند
- دو لیست از اسامی افراد که هدف از این لیست مشخص نیست
- دو نوشته در مورد بدهی افراد و دریافت کالا بابت آن
- متن یک خطی که احتمالاً لیبل بوده‌است

## اسناد برروی چوب
۱۸ سند چوبی معمولاً تاریخ دار هستند و به بیان میزان کالا می‌پردازد تاریخ‌ها زمان سلطنت داریوش سوم را نشان می‌دهد. عددی روی چوب‌ها نوشته نشده‌است.

## جستارها
- مجموعه منسوجات سوئدی خلیلی
- مجموعه هنر ژاپنی خلیلی
- مجموعه اسناد آرامی خلیلی.
- مجموعه آثار فلزکاری های اسپانیایی خلیلی
- مجموعه کیمونو خلیلی
- مجموعه آثار هنرهای اسلامی خلیلی
- مجموعه آثار مینا کاری های جهان خلیلی
- ناصر داوود خلیلی